# Haus zur Mühlen

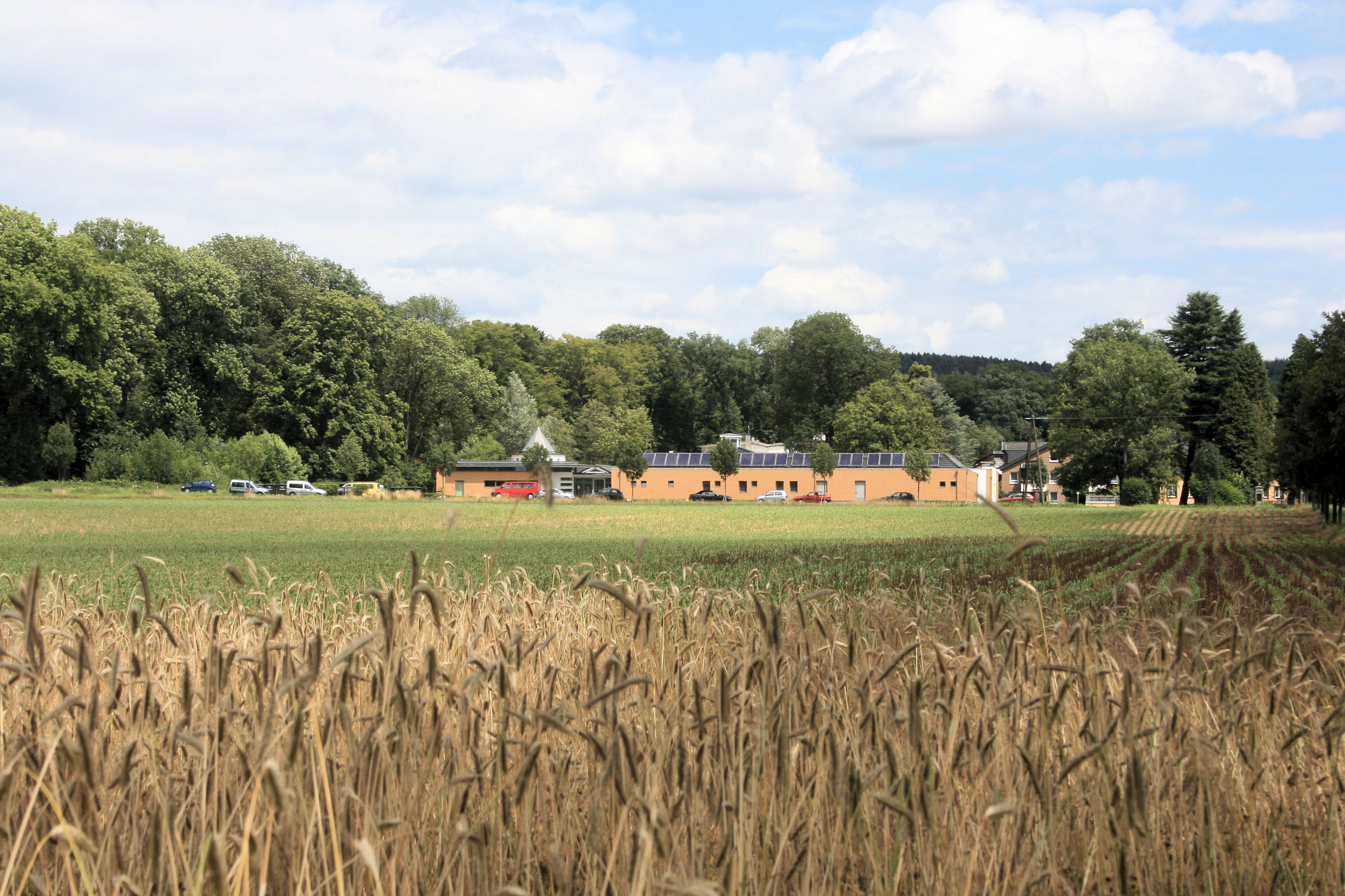
Haus zur Mühlen

Haus zur Mühlen ist ein Ortsteil der Stadt Siegburg. Es handelt sich um ein mit Türmen ausgestattete Mühlenanwesen aus Tuffstein, das erstmals 1312 im Besitz der Abtei Michaelsberg erwähnt wurde. Das Haus war bis etwa 1806 mit dem Recht auf einen Sitz im bergischen Landtag versehen und im 19. Jahrhundert in die rheinischen Provinzstände als Rittergut aufgenommen. Heute wird das Gut nach einer Nutzung als Kloster als Seniorenheim genutzt.

## Geschichte
Da das Haus außerhalb des Siegburger Burgbannes und der Vogtei Wolsdorf auf dem Gebiet des Amtes Blankenberg lag, war das Anwesen vielleicht im Besitz der Abtei Michaelsberg seit deren Gründung. 1369 erhielt der Besitzer der Ritter Johann von Attenbach durch den Herzog von Berg das Mühlenzwangsrecht für den Gerichtsbezirk Wolsdorf und die Dörfer Kaldauen, Schneffelrath, die Höfe an der Heide, Rodenbach, Schmitthof, Leyhorst und Junkersbroich.
Als die Ritter von Attenbach ausstarben, fiel das Burghaus im 16. Jahrhundert an die Herren von der Reven, die es wiederum im Jahre 1618 an die Herren von Gevertzhagen verkauften, die inzwischen die neuen Herren zu Attenbach waren. Nachdem der letzte Spross der Familie 1690 bei der Belagerung von Kaiserswerth zu Tode gekommen war, fiel das Erbe nach dem Tod seiner Witwe an Philipp Adolf von Wittmann. Da dieser aber geisteskrank wurde und der eingesetzten Verwalter das Gut herunterwirtschaftete, musste versteigert werden. Neuer Besitzer wurde am 26. April 1735 Raban Wilhelm von Wecus. Erbe war seine Tochter Elise, die mit dem Kölner Kunstsammler Everhard Oswald Freiherr von Mering verheiratet war. Ihr Sohn, der Historiker Dr. phil. Friedrich Everhard von Mering, beschrieb das Haus, in dem er seine Kindheit verbrachte, folgendermaßen: „Zur Haustür kann man nur über eine Brücke in Stein gelangen.“ Er datiert das im Empire-Stil errichtete Haus, das er als von einem großen Garten und Weihern umgeben bezeichnet, auf das Jahr 1760. Nachdem es als Erbe seinem Schwiegersohn, dem russischen Stabsrittmeister von Kezelli, zufiel, gelangte es 1827 in den Besitz Johann Neuhöffers. Das Besitzerkarussell drehte sich nun immer rasanter, denn 1845 waren der Topograph J. P. Weyer, 1846 die von Klitzing und 1857 an die Fürsten von Salm-Horstmar.
Am 1. Juli 1930 wurde das Gut für 300.000 Goldmark von den Kölner Alexianern als Gutsbetrieb für Land- und Viehwirtschaft gekauft. Noch im selben Jahr begann die Gemeinschaft mit dem Bau einer Kapelle, die dann auch schon am 2. April 1931 dem heiligen Josef geweiht werden konnte. Ein neues Wirtschaftsgebäude, ein Klostergebäude und ein Bettenhaus für etwa 100 Patienten wurden kurz darauf fertiggestellt. Damals waren die Gebäude vollkommen überaltert und das regelmäßige Opfer kleinerer Brände. Auf dem über einem Torbogen gelegenen Klausurtrakt wurden nun ehemalige Neusser Patienten und Heimbewohner untergebracht, so dass es zur Einrichtung eines geschlossenen Klausurbereich erst wieder in den 1980er Jahren kam, jetzt jedoch auf der zweiten Etage des Herrenhauses. Nachdem die landwirtschaftlichen Gebäude endgültig ein Opfer der Flammen wurden, errichtete man auf dem Gelände des ehemaligen Wirtschaftsbetriebes ein Altenheim für etwa 100 Bewohner und wandelte das im Empire-Stil errichtete Herrenhaus in einen reinen Klausurbau um. Als sich im ersten Drittel der 1990er Jahre der Konvent durch Austritte und Versetzung zerschlug, verlegte die Provinz das Noviziat im März 1994 nach Aachen.

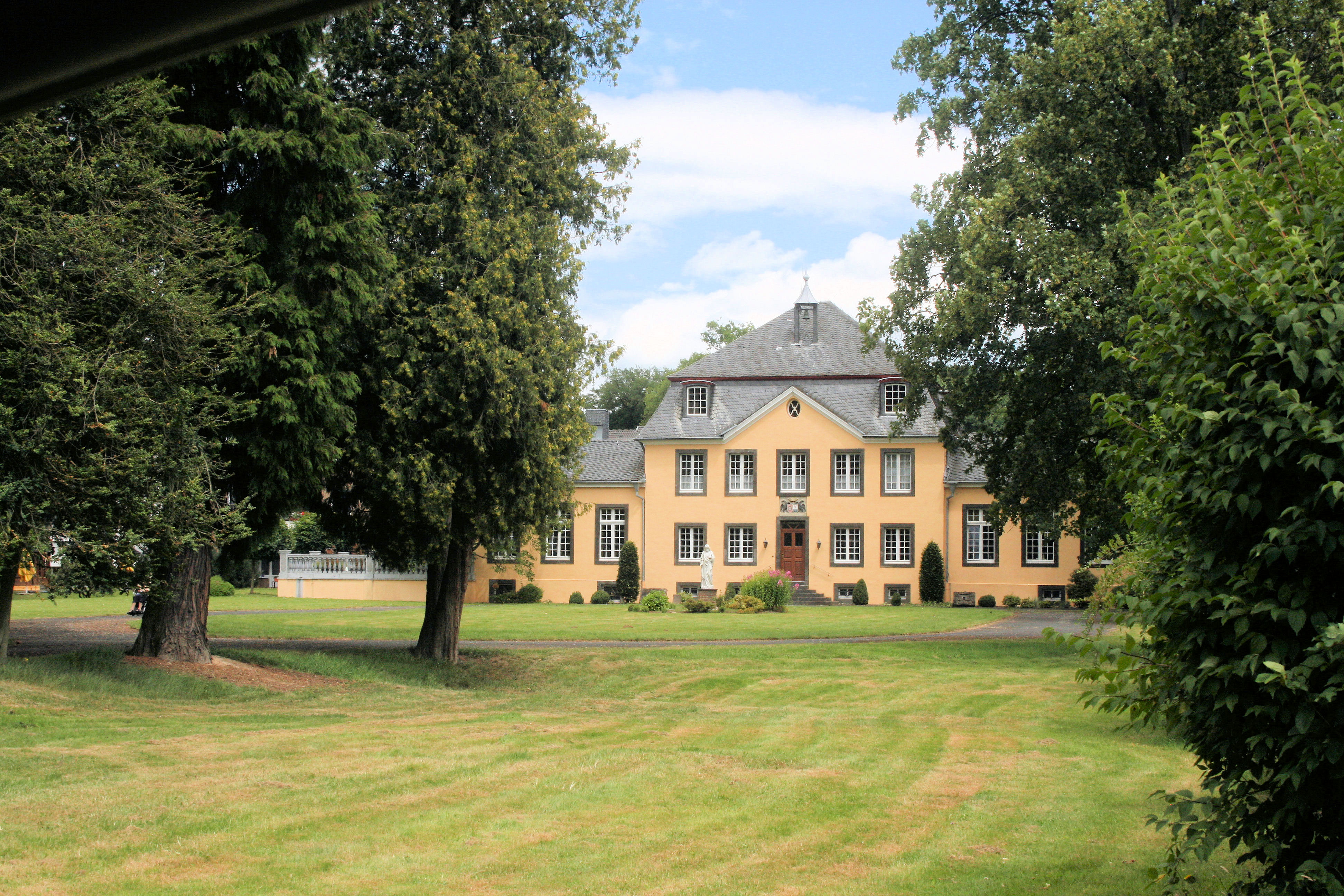
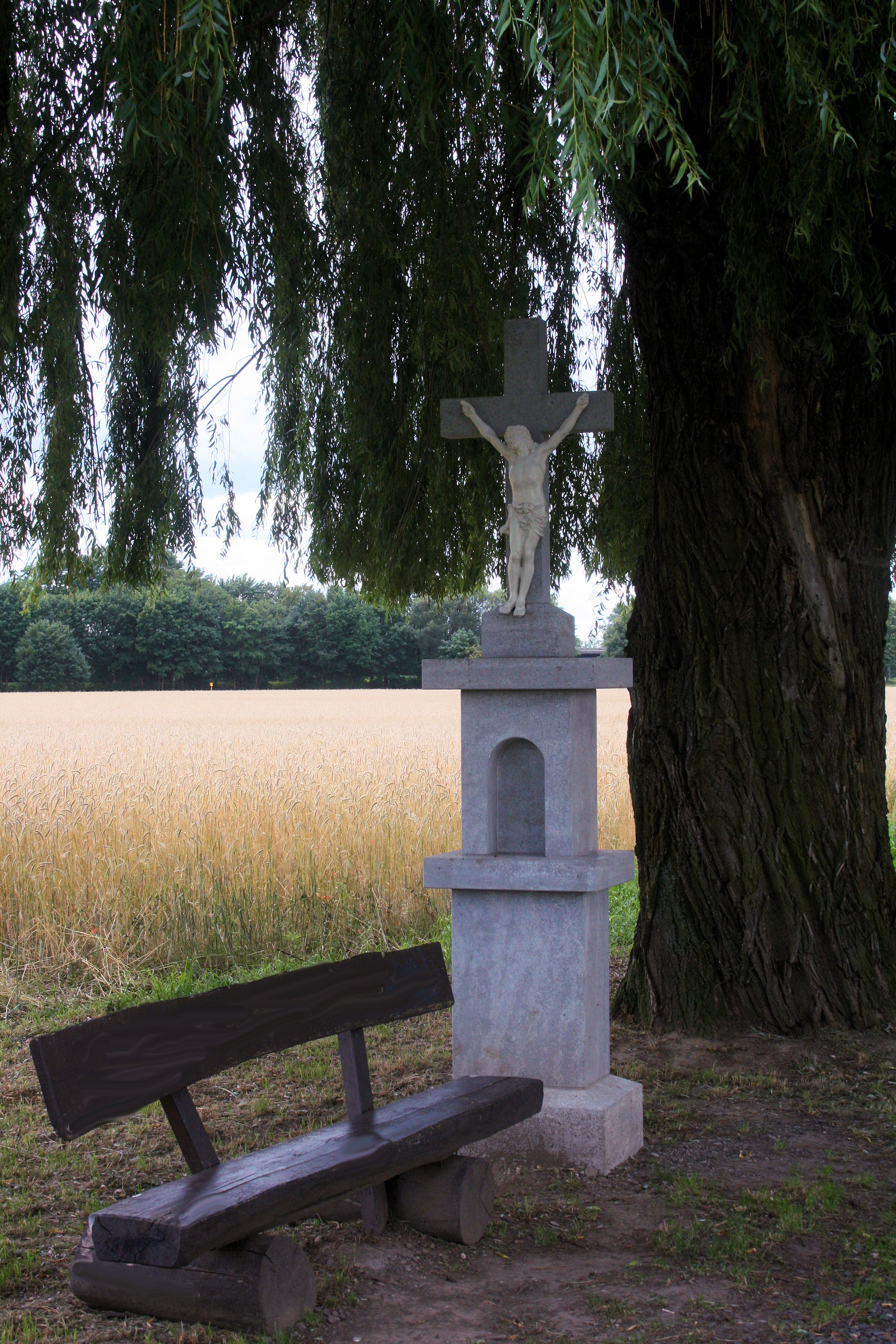
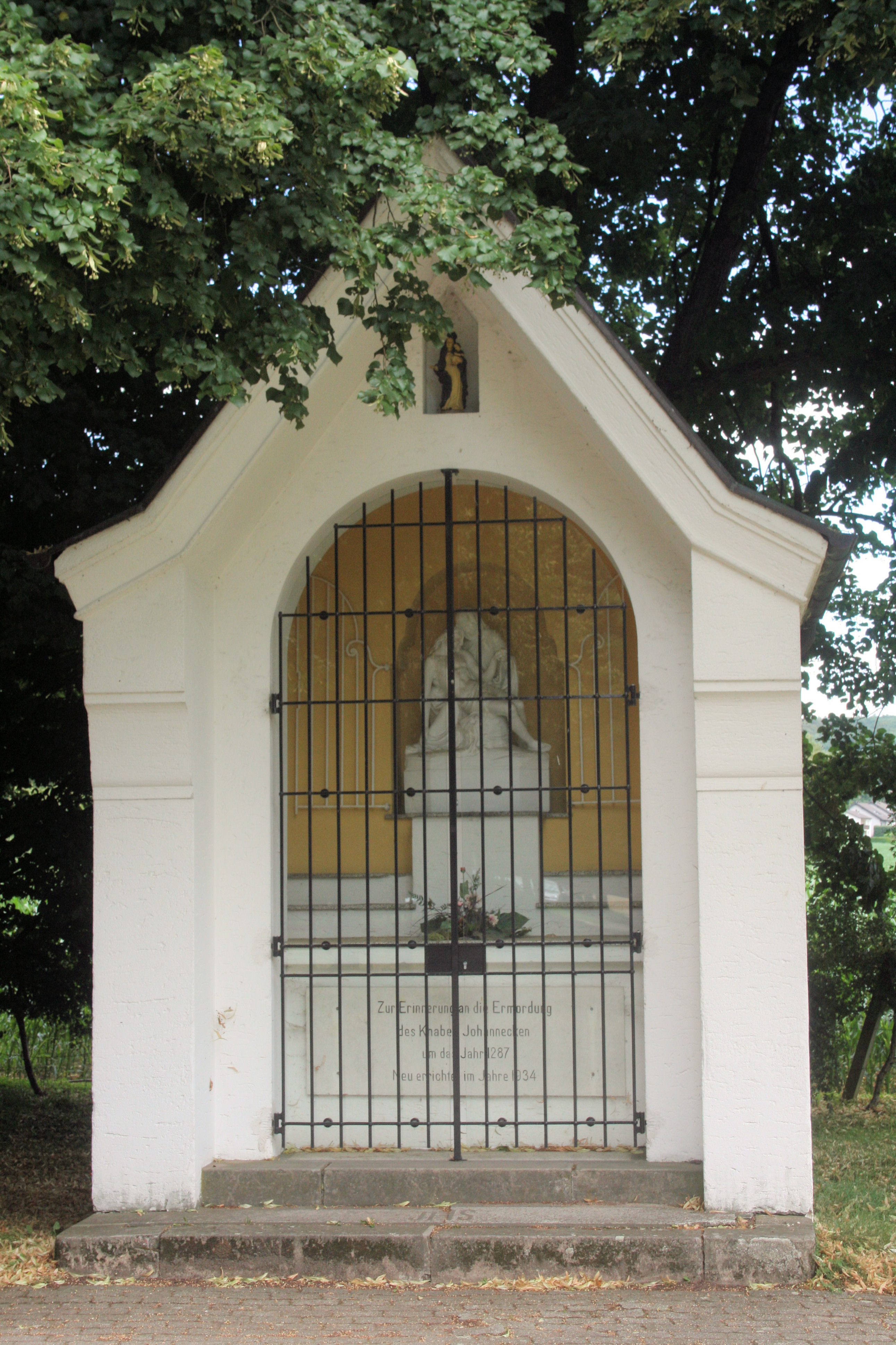